# Bürstenschädel
Der Bürstenschädel ist ein Zeichen im Röntgenbild und spricht für das Vorliegen einer chronischen hämolytischen Anämie. Insbesondere die Thalassämie kann mit einem ausgeprägten Bürstenschädel einhergehen, aber auch Sichelzellanämie oder der Morbus Gaucher können das Zeichen aufweisen.
Durch die hämolytische Anämie kommt es zu einer Zunahme des blutbildenden Knochenmarks, welches sich unter anderem auch im Schädel ausdehnt. Dies stellt sich in der seitlichen Röntgenaufnahme als eine vertikale Streifung des Schädeldachs dar.